# Miss Slovenije 2022
Miss Slovenije 2022 je lepotno tekmovanje, ki je potekalo v nedeljo, 4. septembra 2022, v Braslovčah ob prireditvenem kozolcu.
Nastopilo je 16 tekmovalk, ki niso predstavljale kopalk. Tiaro je oblikovala Tinkara Smolar Kraner, 1. spremljevalka miss Slovenije 2019. Geslo je bilo: Podjetništvo na podeželju. Organizatorka je bila Jelka Verk. Prenos v živo se je začel ob 20. uri tudi na MMC-RTV SLO. Zmagovalka se je uvrstila na tekmovanje za miss sveta, ki bo potekalo leta 2023 v Združenih arabskih emiratih. Obleke zanjo je prispeval salon Poročni kotiček.
Voditeljica je bila Maja Zupan, miss Slovenije 2017.

## Uvrstitve in nagrade
- Vida Milivojša, 23 let, študentka tržnega komuniciranja in odnosov z javnostmi, iz Ljubljane, miss Slovenije 2022, miss simpatičnosti in ambasadorka podjetja Tosama[6]
- Hana Klaut, 26 let, študentka zadnjega letnika dentalne medicine, iz Šempetra pri Gorici, 1. spremljevalka in zmagovalka izziva podjetja Mik Celje
- Talita Sofija Komelj, 22 let, študentka opernega petja na Akademiji za glasbo, iz Ljubljane, 2. spremljevalka in ambasadorka blagovne znamke More Than Beauty
- Teja Tripković, 18 let, dijakinja srednje zdravstvene in kemijske šole, iz Mirne na Dolenjskem, miss fotogeničnosti
- Urška Koštrun, 26 let, iz Vrhnike, miss osebnosti
- Anja Korenč, 21 let, študentka Fakultete za dizajn, iz Logatca, miss Slovenskih novic (glasovali bralci Slovenskih novic po pošti in spletu)

## Žirija
David Miško (direktor trženja v podjetju Skupina stroka.si), Maja Čolić (miss Slovenije 2021), Jure Knez (direktor in lastnik podjetja Dewesoft), Mojca Šimnic Šolinc (direktorica podjetja Tosama), Bogdan Kronovšek (direktor in lastnik podjetja Kronoterm), en glas pa so predstavljali glasovi na uradni Facebook strani.

## Glasbeni in plesni gostje
Nastopilli sta skupini Boom! in Baya, pevka Alya, reper 6Pack Čukur ter showdance plesalki Lina Novak in Tjaša Fale.

## Izbor polfinalistk in finalistk
Najprej se je predstavilo 29 polfinalistk, od katerih so v Kulturnem centru Delavski dom Zagorje izbrali 20 finalistk. Uradne fotografije finalistk je posnel Dejan Nikolič na gradu Žovnek.